# بیل رابینسون
بیل " بوژانگل " رابینسون (Bill "Bojangles" Robinson؛ ۲۵ مه ۱۸۷۸–۲۵ نوامبر ۱۹۴۹) یک رقصنده، بازیگر، خواننده و کنشگر آمریکایی بود که بهترین و مشهورترین و پردرآمدترین سیاهپوست آمریکایی در صنعت سرگرمی در نیمه اول قرن بیستم بشمار می‌رود. فعالیت طولانی مدت وی در تغییر سلیقه‌ها و فناوری سرگرمی آمریکا انعکاس داشت.